# Michel Spanneut
Michel Spanneut, né le 6 novembre 1919 à Steenvoorde (Nord) et décédé le 28 avril 2014 à Lille, est un prêtre et théologien français. Il consacre une grande partie de sa vie à étudier le stoïcisme dans le monde chrétien dès sa thèse de doctorat ès lettres intitulée Le stoïcisme des Pères de l'Église de Clément de Rome à Clément d'Alexandrie en 1956.

## Biographie
Il est le fils cadet d'une famille d'agriculteurs, dont la ferme familiale était située chemin du Laboureur près du bois de Beauvoorde à 5 kilomètres du bourg de Steenvoorde, 
Michel Spanneut entre à l'école primaire publique à l'âge de 7 ans. Le dialecte flamand parlé à l'époque dans cette région de la Flandre intérieure française est sa langue maternelle. Il apprend la langue française auprès de son instituteur avec lequel il restera en relation toute sa vie durant. Il obtient le Certificat de Fin d'Études à 12 ans et entre ensuite au Petit Séminaire d'Hazebrouck pour y poursuivre ses études.
Michel Spanneut étudie la théologie à l'Université Catholique de Lille à partir de 1938. Il reçoit l'ordination sacerdotale le 28 mai 1944.
En 1946, il obtient un doctorat en théologie. En 1954, il soutient sa thèse Le stoïcisme des pères de l'Église de Clément de Rome à Clément d'Alexandrie dirigée par Henri-Irénée Marrou. En 1956, il obtient son doctorat d'état ès Lettres, mention Très Honorable à l'unanimité des membres du jury, à l'Université de Paris-Sorbonne. 
Il enseigne les lettres anciennes à l'Université catholique de Lille de 1955 à 1989 et devient Doyen de la Faculté Libre des Lettres et Sciences Humaines en 1965.
De 1965 à 1980, Michel Spanneut remplit le rôle de doyen de la Faculté des lettres. Pendant cette période, il œuvre pour l'excellence académique de l’Université Catholique de Lille et y encourage l'innovation pédagogique. Il dirige la revue Ensemble de 1980 à 1989. Sous sa direction, cette revue devient un lieu d'échanges intellectuels qui contribuent ainsi à nourrir le débat culturel et littéraire de l’époque.
Il obtient le prix Verly Lecoutre de Beauvais de la Société des Sciences, de l'Agriculture et des Arts (Lille).
Il est également décoré du prix Th. Reinach de la Société pour l'enseignement aux études grecques (Paris).

### Volumes
- Recherches sur les écrits d'Eustathe d'Antioche. Avec une édition nouvelle des fragments dogmatiques et exégétiques, Lille, fasc. LV des Mémoires et Travaux des Facultés Catholiques de Lille, 1948, 156 p.
- Le stoïcisme des pères de l'Église de Clément de Rome à Clément d'Alexandrie, Paris, Nouvelle édition revue et augmentée, coll. « Patristica Sorbonensia » (no 1), 1969 (1re éd. 1957), 480 p.
- Tertullien et les premiers moralistes africains, Gembloux - Paris, 1969, 232 p.
- Permanence du stoïcisme de Zénon à Malraux, Gembloux, 1973, 416 p.
- Le Stoicisme et Saint Augustin, Turin, Michele Pellegrino, 1975
- « L'« apatheia » divine des Anciens aux Pères de l'Église », dans Historiam perscrutari. Miscellanea di studi offerti al prof. Ottorino Pasquato, Rome, 2002

### Articles
- « Hyppolyte ou Eustache », Mélanges de Science Religieuse, vol. 9,‎ 1952, p. 215-220
- « La position théologie d'Eustache d'Antioche », Journal of Theologic Studies, vol. 5, no 2,‎ 1954, p. 220-224
- « La Bible d'Eustathe d'Antioche: Contribution à l'histoire de la "version lucianique" », Studia Patristica, Berlin, Akademie-Verlag, vol. 4,‎ 1961, p. 171-190
- « La Rédemption cosmique autour des années 200 », La Table Ronde,‎ décembre 1957, p. 53-60
- « L'amour de l'Hellénisme au Christianisme », Mélanges de Science Religieuse, vol. 20,‎ 1963, p. 5-19
- « Sénèque au Moyen Âge », Recherches de Théologie Ancienne et Médiévale, vol. 31,‎ 1964, p. 32-42
- « La notion de nature, des stoïciens aux pères de l'Église », Recherches de Théologie Ancienne et Médiévale, vol. 27,‎ 1970, p. 165-173
- « La non-violence chez les Pères africains avant Constantin », Kyriakon, Festschrift Johannes Quasten, Münster Westfalen, Aschendorff Verlag,‎ 1970, p. 36-39
- « Pour une histoire de la patience : Interview de Michel Spanneut », Revue du Centre de l'Action non-violente, Lausanne,‎ 1970 (lire en ligne)
- « Eusebio de Samosata, San », Gran Enciclopedia Rialp, vol. 9,‎ 1972, p. 576-577
- « Epictète chez les moines », Mélanges de Science Religieuse, vol. 29,‎ 1972, p. 49-57
- J. Liebaert, « Logos (La tradition patristique) », Catholicisme, vol. 7,‎ 1976
- J. Liebaert, « La doctrine patristique du Christ Logos », Catholicisme, vol. 7,‎ 1976
- « Marrou, Henri-Irénée », Catholicisme, vol. 8,‎ 1978
- « Les avatars d'Europe, d'Hésiode à Paul VI », Ensemble, vol. 36,‎ 1979, p. 87-95
- « En marge de l’actualité: Jean-Louis Vives et l’Europe », Mélanges de Science Religieuse, vol. 36,‎ 1979, p. 65-71
- « Permanence de Sénèque le Philosophe », Bulletin de l'Association Guillaume-Budé, vol. 1, no 4,‎ 1980, p. 361-407
- « Un abrégé inconnu du Commentaire de Simplicius sur Epictète (Vatopédi 738, f. 268r-268v) », Überlieferungsgeschichtliche Untersuchungen, Berlin, Akademie-Verlag,‎ 1981, p. 531-542
- « Techne, morale et philosophie chrétienne dans un document grec inédit du IXe (?) siècle », Orpheus. Rivista di Umanità Classica e Cristiana, vol. 2, no 1,‎ 1981, p. 58-79
- « Lactance aujourd'hui: à propos de quatre livres récents », Mélanges de Science Religieuse, vol. 40,‎ 1983, p. 55-68
- Commentaire sur la paraphrase chrétienne du Manuel d'Épictète : Introduction, texte (partiellement) inédit, apparat critique, traduction, notes et index, Paris, coll. « Sources chrétiennes », 2007, chap. 503

### Recension
- Georges Pire, « Stoïcisme et pédagogie. De Zénon à Marc-Aurèle. De Sénèque à Montaigne et à J.-J. Rousseau », Préface de H.-I. Marrou. Liège, H. Dessain ; Paris, J. Vrin, 1958 dans Revue des Études Grecques, juillet-décembre 1961, tome 74, fascicule 351-353, p. 516-517[3].

## Patrimoine
En 2007, le Chanoine Michel Spanneut fait don de sa correspondance avec Maxence Van der Meersch (près de 40 lettres autographes de l’auteur, envoyées entre 1933 et 1951) à la Médiathèque de Roubaix. Cette correspondance est consultable sur le site de la Bibliothèque Numérique de Roubaix.